# Dimitar Dimov
Pour les articles homonymes, voir Dimov.
Dimitar Dimov (bulgare : Димитър Димов), né le 13 décembre 1937 à Plovdiv en Bulgarie, est un joueur de football international bulgare, qui évoluait au poste de défenseur.

## Biographie

### Carrière en club
Dimitar Dimov dispute 3 matchs en Ligue des champions avec le Spartak Plovdiv lors de la saison 1963-1964.

### Carrière en sélection
Avec l'équipe de Bulgarie, il dispute 8 matchs (pour aucun but inscrit) entre 1959 et 1962. 
Il figure notamment dans le groupe des sélectionnés lors de la coupe du monde de 1962. Lors du mondial il joue un match face à l'Angleterre.
Il participe également aux JO de 1960 organisés à Rome.

## Palmarès
Spartak Plovdiv
- Championnat de Bulgarie (1) :
  - Champion : 1962-63.

- Coupe des Balkans :
  - Finaliste : 1963-64.